# Mate Milas
Mate Milas (Imotski, 1971.) je hrvatski pisac za mlade. Piše romane i detektivske priče. Po zanimanju je učitelj hrvatskog jezika u osnovnoj školi.

## Životopis
Rodio se je 1971. godine u Imotskome. Osnovnu je školu završio u Zmijavcima. U Imotskom je završio srednju školu. U Zagrebu je diplomirao kroatistiku. Radi kao profesor hrvatskoga jezika u osnovnoj školi u Zagrebu. Vodi novinarsku grupu u školi koja uređuje školski list Siget.
U književnosti se okušao, po njegovim riječima, jer je učitelj hrvatskoga jezika pa time "nije čudo da pokušam štogod pisati u slobodno vrijeme". Književnost za djecu i mlade izabrao je jer ju puno bolje poznaje, jer radi u osnovnoj školi te je po naravi posla svake godine prisiljen čitati iste knjige iz lektire.

## Djela
- Školska godina Marija Horvata, roman, 2004.
- Tajna vražjeg otoka, roman, 2005.
- Ubojica s Facebooka i druge priče, detektivske/kriminalističke priče, 2014.

## Vanjske poveznice
- Neka pravila hrvatskoga standarnog jezika
- Uporaba glagolskog priloga prošlog, članak Mate Milasa u Jeziku br.1/2007.